# Maladie de Coats
Pour les articles homonymes, voir Coats.
 Mise en garde médicale
La maladie de Coats (connu aussi sous les appellations rétinite exsudative, télangiectasie rétinienne primaire et télangiectasie rétinienne congénitale) est une rétinopathie idiopathique, congénitale, non-héréditaire, caractérisée par un développement anormal des vaisseaux de la rétine (télangiectasie) avec progressivement des dépôts d'exsudats intra- et sous-rétiniens, qui peuvent provoquer un décollement exsudatif de la rétine, des hémorragies vitréorétiniennes, un glaucome néovasculaire et finalement la perte de la vision.
La maladie est généralement unilatérale et affecte le plus souvent des garçons dans la première décennie.

## Historique
La maladie fut décrite pour la première fois par George Coats (es), un ophtalmologiste écossais.

## Pathogénie
L'origine précise n'est pas connue mais la maladie pourrait être liée à une mutation somatique du gène NDP (en) (Norrie Disease Protein).